# Anagallis angustiloba
Anagallis angustiloba là một loài thực vật có hoa trong họ Anh thảo. Loài này được (Engl.) Engl. mô tả khoa học đầu tiên năm 1901.